# Жозефин Лойхтенбергска
Жозефин дьо Боарне, принцеса Фон Лойхтенберг е френско-германска принцеса, кралица на Швеция и Норвегия, съпруга на шведския крал Оскар I. Известна като кралица Йозефина, тя остава в историята със своята политическа активност.

## Произход
Жозефин е родена на 11 март 1807 г. в Милано, Италия, като Жозефин Максимилиен Йожени Наполеон дьо Боарне, принцеса на Болония, херцогиня на Галиера и благоверна принцеса на Лойхтенбер. Тя е дъщеря на принц Йожен дьо Боарне и на баварската принцеса Августа-Амалия Баварска. По бащина линия Жозефин е внучка на Жозефин дьо Боарне – първата съпруга на Наполеон Бонапарт. Бащата на Жозефин Йожен е осиновен от френския император, който дава на Жозефин титлите принцеса на Болония и херцогиня на Галиера. Майката на Жозефин е баварска принцеса, която е дъщеря на първия баварски крал Максимилиан I Йозеф.

## Шведска кронпринцеса
На 22 май 1823 г. в Мюнхен, Жозефин се омъжва за шведския кронпринц Оскар. Бракът е сключен по доверие, т.е. в отсъствието на младоженеца. Втора, по-тържествена церемония е извършена на 19 юни в Стокхолм. По линия на майка си принцесата е потомка на шведските крале Густав I, Карл IX и Густав Васа.
Шест дни след пристигането ѝ в Стокхолм по политически причини от името на принцесата е заличено името Наполеон, тъй като Швеция се бие срещу Бонапарт по време на последната от серията Наполеонови войни. Принцесата донася със себе си и много изключително скъпи бижута, които навремето са изработени в Париж специално за баба ѝ Жозефин и които и до днес са притежание на членовете на шведското и норвежкото кралски семейства. В Швеция Жозефин става известна с шведското произношение на името си – Йозефина.
В Стокхолм Жозефин се интересува изключително от градинарство и рисуване и активно подкрепя благотворителните мероприятия и реформите в страната. Кронпринцесата взема под свое покровителство известната художничка София Адлешпаре и скулпторката София-Елена Исберг, а също насърчава и художествените прояви на дъщеря си Евгения.
През 1824 кронпринцът и съпругата му посещават Осло, където се ангажират да направят монархията по-популярна. Вече като кронпринцеса Жозефин се намесва в политиката и действа като медиатор в споровете между съпруга си и баща му – краля. Самата тя католичка, Жозефин се съгласява децата ѝ да бъдат възпитани като лютерани, за което получава и специално папско позволение. Самата тя довежда със себе си католически свещеник и посещава редовно католическите меси, които се провеждат в частния ѝ параклис. Самото лютеранско духовенство се обявява против брака ѝ, въпреки че самата кралица Дезире Клари също е католичка, но тя не живее в Швеция, а в Париж.
Първоначално бракът на Жозефин и Оскар потръгва добре и се оказва щастлив, тъй като двамата съпрузи споделят общи интереси, а изневерите на съпруга ѝ се оказват добре прикрити. Така, когато неговите изневери най-накрая са разкрити от Жозефин, тя се оказва дълбоко наранена и никога не успява да се почувства отново щастлива. През 1832 г. тя пише в дневника си, че от една жена се очаква да търпи изневерите на съпруга си и да страда в мълчание. През 1835 г. между нея и съпруга ѝ настъпва деветгодишна раздяла, която умело се прикрива от обществото, тъй като двамата редовно се показват заедно на публични събития. Отношенията им се подобряват едва след възцаряването на Оскар, който като крал остава верен на съпругата си.

## Кралица на Швеция
През 1844 г. Жозефин вече е новата кралица на Швеция и Норвегия. Коронацията ѝ се състои в Швеция на 24 декември 1844, но в Осло такава не е направена поради силната опозиция срещу коронацията на една католичка за норвежка кралица. Официалната версия обаче е, че коронация не е извършена, тъй като кралицата няма никаква политическа роля според конституцията на Норвегия.
Въпреки своята католическа вяра, Жозефин се оказва доста популярна както в двора, така и сред столичното общество в Стокхолм. Със своята красота и очарование тя изиграва ключова роля за популяризирането на новата династия в Швеция.
Според всеобщото по това време мнение, кралица Жозефин се ползва с изключително влияние върху политиката на съпруга си, действайки като негов близък съветник по редица политически въпроси; през 1848 г. тя полага големи усилия за предотвратяване на Първата датско-пруска война; често на нея се преписва сключеният през 1860 г. договор между Швеция, Норвегия, Англия и Франция. Пак според слуховете именно кралицата стои зад новия закон за религиозната свобода, който, за разлика от предишната си версия, позволявал свободно изповядване на религиозните убеждения; тя се посочва и като вдъхновител на закона за изравняване на наследствените права на мъжете и жените, на реформирането на затворите и системата за социални грижи, както и на забраната на еснафите. Известно е, че по време на криза, кралят дълго обсъжда насаме проблема със съпругата си, преди да се произнесе по належащия въпрос.
През 1857 крал Оскар се разболява тежко, а кралицата полага усилия за подобряване на здравето му и решително се обявява срещу решението синът им да бъде назначен за регент, тъй като той е отявлен противник на намесата ѝ в политиката.
Кралица Жозефин посреща изключително негативно новината за детронирането на френския император Наполеон III през 1870 г. През 1873 г. кралицата посещава Португалия, за да се срещне за последно със сестра си Амели, бивша императрица на Бразилия. Същата година Жозефин получава всенародни овации по време на тържествата за петдесетгодишнината от пристигането ѝ в Стокхолм.
Умира през 1876 г. в Стокхолм и е погребана по католически обред.

## Деца
Жозефин ражда на Оскар I пет деца:
- Карл XV (1826 – 1872), крал на Швеция и Норвегия
- Густав (1827 – 1852)
- Оскар II (1829 – 1907), крал на Швеция и Норвегия
- Евгения (1830 – 1889)
- Август (1831 – 1873)